# Moritz Steinla
Moritz Steinla   (Haverlah, 21 d'agost de 1791 - Dresden, 21 de setembre de 1858) nascut Franz Anton Erich Moritz Steinla va ser un gravador alemany.

## Biografia

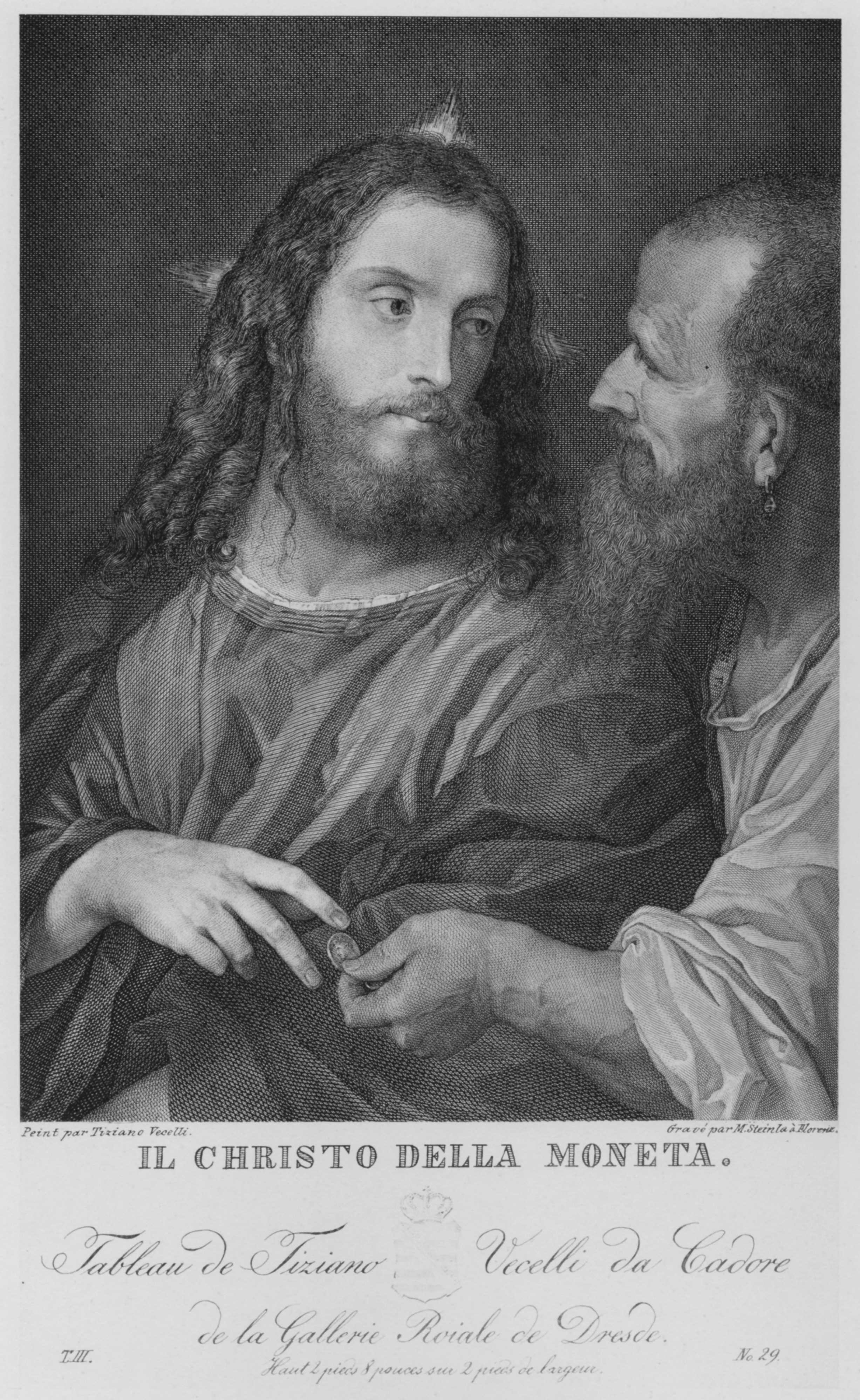
Els diners del tribut. Gravat de Steinla, c. 1830, després de la pintura de Ticià

El seu cognom era Müller; va prendre el nom de Steinla pel seu lloc de naixement, Steinlah, prop de Hildesheim, quan la seva obra es va fer molt coneguda.
Després d'estudiar a l’Acadèmia de Dresden, va anar a Itàlia i va estudiar amb Giuseppe Longhi i Raffaello Sanzio Morghen. Des del 1838 aproximadament va ser professor de gravat sobre coure a l'Acadèmia de Dresden. romangué en el càrrec fins l'1 d'abril de 1858, any de la seva mort.
Les seves obres inclouen gravats basats en pintures de Ticià, Rafael i Fra Bartolomeo.
Steinla va morir a Dresden el 1858. Tenia una gran col·lecció de pintures, gravats en coure, monedes i fòssils; això va passar principalment a la possessió de les col·leccions reials de Dresden.